# Nano
Nano — консольний текстовий редактор для UNIX-подібних операційних систем або операційних середовищ, що використовують інтерфейс командного рядка. Це вільний клон текстового редактора Pico, що був частиною e-mail-клієнту Pine.
Nano є частиною проекту GNU та опубліковано під ліцензією GNU General Public License.

## Історія
Nano було вперше опубліковано у 1999 році під назвою TIP (This isn't Pico) Крісом Алеґратта. Його метою було створити вільне програмне забезпечення, яке б замінило Pico, котре було опубліковано не під вільною ліцензією. Назву було змінено на nano 10 січня 2000 року у зв'язку із конфліктом у назві із UNIX-утилітою tip. Назва пішла із системи префіксів СІ та означає, що nano у 1000 разів більше за pico. Водночас із тим nano є бекронімом «nano's another editor», який також часто використовується. У лютому 2001 року nano став частиною проекту GNU.
Nano має деякі можливості, яких бракує Pico. Наприклад, кольоровий текст, регулярні вирази, пошук та заміна, плавний скролінг, багаторівневий буфер, гарячі клавіші з можливістю налаштування, скасування та повернення зроблених змін.
11 серпня 2003 року Кріс Алеґретта офіційно передав підтримку сирцевого коду nano Девіду Рамзі. 20 грудня 2007 року Рамзі пішов у відставку з поста мейнтейнера nano.

## Поєднання клавіш
Nano, як і Pico, орієнтований на керування за допомогою комбінацій клавіш із Ctrl. Наприклад Ctrl+O дозволяє зберегти поточний файл, Ctrl+W дозволяє перейти у меню пошуку, Ctrl+X виходить із програми. Nano має у нижній частині екрану панель із двох рядків із коротким списком найважливіших комбінацій. Для перегляду повного списку треба натиснути Ctrl+G і nano перейде на сторінку допомоги.
На відміну від Pico, nano використовує клавішу Meta для перемикання його поведінки. Наприклад, Meta+S вмикає чи вимикає плавний скролінг. Майже усі можливості, що доступні до використання із командного рядка, можуть бути динамічно увімкнені. Для клавіатур, на яких відсутня клавіша Meta ця функція може бути використати за допомогою клавіші Escape. Таким чином, замість виконання Meta+S, треба один раз натиснути Esc - це увімкне режим зміни поведінки, після чого натиснути S.
Nano також підтримує вказівні пристрої, такі як миша, для активації функцій, що розташованих на панелі комбінацій клавіш.